# Alison Cerutti
Pour les articles homonymes, voir Cerutti.
Alison Conte Cerutti, né le 7 décembre 1985 à Vitória (Brésil), est un joueur de beach volley brésilien, double champion du monde et champion olympique de la discipline.

## Carrière

### 2006: L'apparition sur le circuit
Alison commence sa carrière à 21 ans, jouant seulement deux tournois dans l'année avec Harley Marques. Dans le premier tournoi, le duo n'a pas de sortir du pré-tournoi définissant les quotas par pays. La seconde fois, le duo s'est qualifié et a terminé à la neuvième place du classement mondial.

### 2007: Les débuts
Alison commence à jouer avec son compatriote Bernardo Romano. Dans leurs deux premiers essais, le duo perd dans le pré-tournoi définissant les quotas par pays. Dans le troisième cas, la paire termine 33e. Ils ont également joué dans une épreuve satellite et remportent une médaille de bronze.

### 2008: La poursuite du partenariat avec Bernardo
Alison et Bernardo commencent la saison par trois défaites dans les pré-tournois définissant les quotas par pays. Délaissant provisoirement Bernardo Romano, Alison participe à un tournoi en duo avec la légende Emanuel Rego, se classant troisième dans le Grand Chelem de Gstaad. Alison et Bernardo participent à deux autres épreuves, sans grand résultat. Ils participent également à trois épreuves satellite, les remportant toutes les trois. Alison inaugure alors un nouveau partenariat avec Pedro Cunha. Le duo gagne le tournoi de Bahreïn.

### 2009: Un nouveau partenariat
Continuant sur sa valse des partenaires, Alison fait désormais équipe avec Harley, remportant des médailles dans les cinq premiers tournois de l'année, avec notamment une médaille d'argent aux Championnats du monde à Stavanger (sud-ouest de la Norvège). Le duo se qualifie pour les demi-finales dans quatre tournois FIVB et termine second au Championnat par points de la FIVB.

### 2010: Le partenariat avec la légende Emanuel
Alison commence un nouveau partenariat avec Emanuel Rego. Le duo se qualifie pour le Final Four dans sept des 11 tournois, avec pour meilleurs résultats des deuxièmes place à trois reprises. Pour la deuxième saison consécutive, Alison termine second au Championnat FIVB par points.

### 2011: La consécration
Alison et Emanuel gagnent cinq tournois, y compris les Championnats du Monde à Rome (Italie). Grâce à trois autres finales, le duo remporte le Championnat par points de la saison 2011. La paire remporte également les Jeux panaméricains à Guadalajara (Mexique) pour clore une saison prolifique.

### 2012: La continuité
Alison et Emanuel gagnent deux tournois sur leurs 10 épreuves communes. Ils obtiennent la médaille d'argent lors des Jeux olympiques de Londres, défaits en finale par le duo allemand Julius Brink & Jonas Reckermann. Ils terminent deuxième du Championnat par points de la saison 2011.

## Palmarès

### Jeux olympiques d'été
- Médaille d'or en 2016 avec Bruno Schmidt, aux Jeux olympiques d'été de 2016 à Rio de Janeiro (Brésil)
- Médaille d'argent, avec Emanuel Rego, aux Jeux olympiques de 2012 à Londres, (Royaume-Uni)

### Championnats du monde de beach-volley
- Médaille d'or en 2015 à La Haye avec Bruno Schmidt
- Médaille d'or en 2011 à Rome avec Emanuel Rego
- Médaille d'argent en 2009 à Stavanger avec Harley Marques Silva

### Jeux panaméricains
- Médaille d'or en 2011 à Guadalajara avec Emanuel Rego